# FIFA Online 3
FIFA Online 3 là một trò chơi bóng đá trực tuyến nhiều người chơi miễn phí được công bố vào ngày 13 tháng 8 năm 2012 và bắt đầu đợt closed beta đầu tiên vào ngày 20 tháng 9 năm 2012 tới 23 tháng 9 năm 2012 tại Hàn Quốc. Vào ngày 18 tháng 12 năm 2012, trò chơi được phát hành tại Hàn Quốc.
Trò chơi sau đó được phát hành ở Thái Lan, Indonesia, Việt Nam, Singapore, Malaysia và Trung Quốc.

## Sự phát triển
FIFA Online 3 được phát triển cho máy tính bởi Electronic Arts Seoul Studio dựa trên nền tảng của FIFA 11. Game được phát hành thông qua các thỏa thuận cấp phép tại Hàn Quốc (được xuất bản bởi Nexon), Thái Lan (xuất bản bởi Garena), Indonesia (xuất bản bởi Garena), Việt Nam (xuất bản bởi Garena), Singapore và Malaysia (được xuất bản bởi Garena), Trung Quốc (được xuất bản bởi Tencent).
Giao diện và bình luận của mỗi phiên bản đã được dịch thành ngôn ngữ của mỗi quốc gia.

### Phiên bản tiếng Anh
Phiên bản FIFA Online 3 của Singapore và Malaysia là lần đầu tiên phiên bản tiếng Anh có sẵn trong game và được xuất bản bởi Garena Online. Game bước vào giai đoạn closed beta vào ngày 10 tháng 10 năm 2013, và bắt đầu open beta từ 25 tháng 10 năm 2013. Trò chơi có thể truy cập thông qua Garena Plus bằng cách thay đổi thiết lập khu vực đến Singapore/Malaysia.

### FIFA Online 3 M
Vào ngày 29 tháng 5 năm 2014, FO3 M được phát hành ở Hàn Quốc. Game được ra mắt ở Singapore và Malaysia vào ngày 3 tháng 5 năm 2016. 
 Game có sẵn trên iOS và Android mobile phones.

## Gameplay
Trong FIFA Online 3, người chơi có thể chọn chơi và tùy chỉnh một đội trong số 30 giải đấu và 15.000 cầu thủ ngoài đời thật. Người chơi có thể chơi đơn qua một mùa giải, hoặc chơi với người chơi trực tuyến khác. Thi đấu các trận đấu kiếm về EP, loại tiền tệ trong game dùng để mua cầu thủ và các mặt hàng.
Gameplay của FIFA Online 3 ban đầu tương tự FIFA 11, tuy nhiên đã chuyển sang Impact Engine của FIFA 14 kể từ năm 2015. Người chơi có thể chơi các trận đấu tùy chỉnh lên đến 3 người chơi một đội. Ngoài ra còn có một thị trường chuyển nhượng trực tuyến để mua hoặc bán cầu thủ, một hệ thống câu lạc bộ và cửa hàng cao cấp (tiền mặt).
FIFA Online 3 gồm nhiều chế độ chơi tương tự với  FIFA Online 2 . Chế độ giải đấu đã không có thay đổi đáng kể, trong khi chế độ trực tuyến đã được chỉnh sửa. Người chơi có thể thi đấu giao hữu với người chơi có trình độ tương tự (1vs1 nhanh) hoặc người chơi ngẫu nhiên, và cũng có thể chơi với bạn bè của họ (VS Custom). Người chơi cũng có tùy chọn để chơi như một huấn luyện viên bằng cách kiểm soát các chiến thuật và đội hình (VS Manager) của đội.
World Tour của FIFA Online 2 đã được nâng cấp lên một Chế độ xếp hạng, nơi mà mỗi người chơi bắt đầu với 1500 điểm và có thể chơi với người chơi có một số lượng điểm tương tự của. Chiến thắng một trận đấu được 10 điểm, và sẽ được cộng hoặc bị trừ điểm nếu thắng hoặc thua liên tiếp và cách biệt về số bàn thắng / bàn thua trong mỗi trận đấu. Phần thưởng được đưa ra vào cuối mỗi mùa giải cho tất cả người chơi dựa trên thứ hạng của họ.
FIFA Online 3 có thể chơi được bằng bàn phím hoặc gamepad.

## Tính năng
FIFA Online 3 có các tính năng khác nhau bao gồm các mặt hàng, chế độ thông thường, và chế độ phụ (chế độ mùa). Đối với chế độ thông thường, có chế độ đội, chế độ giải đấu,... Các tính năng khác nhau hiển thị những gì chân thật và tương tự như trong chơi bóng đá thực sự.

### 2014 FIFA World Cup Brazil
Vào ngày 19 tháng 5 năm 2014, "World Cup Mode" được công bố sẽ được phát hành vào ngày 27 tháng 5 năm 2014. Vào ngày 27 tháng 5, server được nâng cấp và giới thiệu các chế độ mới là World Cup Mode, BIG Update và Chế độ thưởng mới. Vào ngày 16 tháng 9 năm 2014, World Cup được thông báo sẽ bị loại bỏ vào ngày 23 tháng 9 năm 2014.

### Chế độ đấu giải
Chế độ đấu giải là chế độ mặc định trong FIFA Online 3. Người chơi có thể tạo ra đội bóng của mình, lên level cho cầu thủ và kiếm tiền để mua các vật phẩm mới. Chế độ này có các nhiệm vụ mà người chơi phải vượt qua để nhận thưởng.
Chế độ đấu giải của FIFA Online 3 có 5 cấp độ;
1. Nghiệp dư (rất dễ)
2. Bán chuyên (dễ)
3. Chuyên nghiệp (bình thường)
4. Cấp thế giới (khó)
5. Huyền thoại (rất khó)

### Chế độ đội
Chế độ đội trong FIFA Online 3 là yếu tố chính của trò chơi, nơi người chơi có thể xây dựng một đội để cạnh tranh trong giải đấu, lên cấp cầu thủ, kiếm tiền, và tham gia vào nhiều chế độ khác nhau như chế độ giao hữu và chế độ xếp hạng.

### Chế độ Xếp hạng
Người chơi thi đấu với nhau để có được thứ hạng cao nhất. Vào cuối mỗi mùa giải, người chơi sẽ nhận được phần thưởng từ thứ hạng của họ.
Có 4 chế độ xếp hạng thể loại: 1 vs 1, 2 vs 2, 3 vs 3 và Giả lập.

### Chế độ Manager (giả lập)
Chế độ quản lý là chế độ Manager (hay còn gọi là Đấu giả lập) cho phép người chơi tham dự một trận bóng với máy hay những người chơi khác dưới dạng một huấn luyện viên đích thực. Không còn tự điều khiển cầu thủ thi đấu nữa mà thay vào đó máy sẽ tự tiến hành thi đấu. Với việc để máy tự tiến hành thi đấu, thế nên yếu tố then chốt để dẫn tới một trận thắng không còn nằm ở kỹ thuật cá nhân cũng như kinh nghiệm thi đấu. Người chơi cần phải biết sắp xếp đội hình, bố trí cầu thủ hợp lý hơn nhằm khắc chế lại đội hình của đối phương để có thể giành chiến thắng.

### Chế độ đấu Cúp
Một chế độ cúp mới sẽ được phát hành trong một bản patch mới vào ngày 23 tháng 9. Các chế độ Cup mới sẽ là World Tour, đội quốc gia khu vực và Club Challenge Cup.

## Đón nhận
FIFA Online 3  được xem như là phần tiếp theo của thế hệ tiếp theo của FIFA Online 2 , game đã tắt máy chủ vào ngày 31 tháng 3 năm 2013 (Neowiz Games) và ngày 5 tháng 11 năm 2013 (IAHGames).
Các giải đấu FIFA Online 3 giải đấu được tổ chức thường xuyên với hàng trăm khán giả...

## Đóng cửa
Để chuẩn bị cho sự phát hành của phiên bản kế nhiệm là FIFA Online 4, máy chủ FIFA Online 3 Hàn Quốc đã được lên kế hoạch sẽ dừng hoạt động vào ngày 2 tháng 8 năm 2018. Các tính năng như đá online, thị trường chuyển nhượng,... trong game sẽ bị dỡ bỏ từ ngày 17 tháng 5 năm 2018 ở máy chủ Hàn Quốc.
Ngày 15 tháng 8 năm 2018, Garena Việt Nam ra thông báo ngừng hoạt động FIFA Online 3. Ngày 14 tháng 6 năm 2019, Garena sẽ chính thức đóng cửa FIFA Online 3 ở Việt Nam. Ngày 7 tháng 6 năm 2021, Tencent sẽ chính thức đóng cửa FIFA Online 3 ở Trung Quốc. Sau đó, FIFA Online 3 đã chính thức xoá sổ.